# Gampo Dar
Le Gampo Dar est une montagne de Chine située dans le Dakpo, une ancienne région tibétaine faisant actuellement partie de la région autonome du Tibet. Le sommet est situé sur le territoire du monastère de Daklha Gampo. Il est connu pour une de ses grottes dans laquelle le Bardo Thödol, un terma attribué à Padmasambhava, fut redécouvert par Karma Lingpa (vers 1350).